# UEFA U-21欧州選手権2013
UEFA U-21欧州選手権2013は、第19回目のUEFA U-21欧州選手権である。本大会は、2013年6月5日から6月18日にかけてイスラエルで開催され、スペインが2大会連続4度目の優勝を果たした。尚、今大会はオリンピックの予選は兼ねない。
なお、今大会においては、誕生日が1990年1月1日以降の選手が参加することができる

## 本大会
本大会の組み合わせ抽選は2012年11月28日に行われた。

### グループA
| チーム       | 試 | 勝 | 分 | 敗 | 得 | 失 | 差 | 点 |
| ------------ | -- | -- | -- | -- | -- | -- | -- | -- |
| イタリア     | 3  | 2  | 1  | 0  | 6  | 1  | +5 | 7  |
| ノルウェー   | 3  | 1  | 2  | 0  | 6  | 4  | +2 | 5  |
| イスラエル   | 3  | 1  | 1  | 1  | 3  | 6  | −3 | 4  |
| イングランド | 3  | 0  | 0  | 3  | 1  | 5  | −4 | 0  |

| 2013年6月5日 17:00 |

| イスラエル                      | 2 - 2 | ノルウェー                    |
| ビトン 16分 · トゥルゲマン 71分 |       | ペデルセン 24分 · シン 90+1分 |

| ネタニヤ・スタジアム、ネタニヤ 観客数: 10,850人 主審: パヴェウ・ジル |

| 2013年6月5日 19:30 |

| イングランド | 0 - 1 | イタリア          |
|              |       | インシーニェ 79分 |

| ブルームフィールド・スタジアム、テルアビブ 観客数: 10,675人 主審: アントニー・ゴーティエ |

| 2013年6月8日 17:00 |

| イングランド  | 1 - 3 | ノルウェー                                    |
| ドーソン 57分 |       | セム 15分 · ベルゲット 34分 · エイクレム 52分 |

| ペタク・チクヴァ・スタジアム、ペタク・チクヴァ 観客数: 6,150人 主審: セルゲイ・ボイコ |

| 2013年6月8日 19:30 |

| イタリア                                                          | 4 - 0 | イスラエル |
| サポナーラ 18分 · ガッビアディーニ 42分, 53分 · フロレンツィ 71分 |       |            |

| ブルームフィールド・スタジアム、テルアビブ 観客数: 13,750人 主審: オビディウ・ハテガン |

| 2013年6月11日 17:00 |

| イスラエル    | 1 - 0 | イングランド |
| クリエフ 80分 |       |              |

| テディ・スタジアム、エルサレム 観客数: 23,183人 主審: セルゲイ・ボイコ |

| 2013年6月11日 17:00 |

| ノルウェー            | 1 - 1 | イタリア            |
| ストランドベルグ 90分 |       | ベルトラッチ 90+4分 |

| ブルームフィールド・スタジアム、テルアビブ 観客数: 7,100人 主審: イヴァン・ベベク |

### グループB
| チーム   | 試 | 勝 | 分 | 敗 | 得 | 失 | 差 | 点 |
| -------- | -- | -- | -- | -- | -- | -- | -- | -- |
| スペイン | 3  | 3  | 0  | 0  | 5  | 0  | +5 | 9  |
| オランダ | 3  | 2  | 0  | 1  | 4  | 5  | −1 | 6  |
| ドイツ   | 3  | 1  | 0  | 2  | 4  | 5  | −1 | 3  |
| ロシア   | 3  | 0  | 0  | 3  | 2  | 8  | −6 | 0  |

| 2013年6月6日 17:00 |

| スペイン    | 1 - 0 | ロシア |
| モラタ 82分 |       |        |

| テディ・スタジアム、エルサレム 観客数: 8,127人 主審: マテイ・ユグ |

| 2013年6月6日 19:30 |

| オランダ                                        | 3 - 2 | ドイツ                        |
| マヘル 24分 · ワイナルドゥム 38分 · フェル 90分 |       | ルディ 47分 · ホルトビー 81分 |

| ペタク・チクヴァ・スタジアム、ペタク・チクヴァ 観客数: 10,248人 主審: イヴァン・ベベク |

| 2013年6月9日 17:00 |

| オランダ                                                                            | 5 - 1 | ロシア            |
| ワイナルドゥム 39分 · デ・ヨング 61分 · ジョン 69分 · ホーセン 83分 · フェル 90+1分 |       | チェリシェフ 65分 |

| テディ・スタジアム、エルサレム 観客数: 12,000人 主審: アントニー・ゴーティエ |

| 2013年6月9日 19:30 |

| ドイツ | 0 - 1 | スペイン    |
|        |       | モラタ 86分 |

| ネタニヤ・スタジアム、ネタニヤ 観客数: 11,750人 主審: パヴェウ・ジル |

| 2013年6月12日 17:00 |

| スペイン                                  | 3 - 0 | オランダ |
| モラタ 26分 · イスコ 32分 · バスケス 90分 |       |          |

| ペタク・チクヴァ・スタジアム、ペタク・チクヴァ 観客数: 10,024人 主審: オビディウ・ハテガン |

| 2013年6月12日 17:00 |

| ロシア          | 1 - 2 | ドイツ                      |
| ジャゴエフ 22分 |       | ヘアマン 34分 · ルディ 68分 |

| ネタニヤ・スタジアム、ネタニヤ 観客数: 8,134人 主審: マチェイ・ユグ |

### 決勝トーナメント
|  | 準決勝                     | 準決勝   |                      |  | 決勝 | 決勝 |
|  |                            |          |                      |  |      |      |
|  | 6月15日 – ネタニヤ         |          |                      |  |      |      |
|  | スペイン                   | 3        |                      |  |      |      |
|  | ノルウェー                 | 0        |                      |  |      |      |
|  |                            |          | 6月18日 – エルサレム |  |      |      |
|  | スペイン                   | 4        |                      |  |      |      |
|  |                            | イタリア | 2                    |  |      |      |
|  | 6月15日 – ペタク・チクヴァ |          |                      |  |      |      |
|  | イタリア                   | 1        |                      |  |      |      |
|  | オランダ                   | 0        |                      |  |      |      |

### 準決勝
| 2013年6月15日 18:30 |

| スペイン                                      | 3 - 0 | ノルウェー |
| ロドリゴ 45+1分 · イスコ 87分 · モラタ 90+3分 |       |            |

| ネタニヤ・スタジアム、ネタニヤ 観客数: 12,048人 主審: セルゲイ・ボイコ |

| 2013年6月15日 21:30 |

| イタリア      | 1 - 0 | オランダ |
| ボリーニ 78分 |       |          |

| ペタク・チクヴァ・スタジアム、ペタク・チクヴァ 観客数: 10,123人 主審: オビディウ・ハテガン |

### 決勝
| 2013年6月18日 19:00 |

| スペイン                                             | 4 - 2 | イタリア                          |
| ティアゴ 6分, 31分, 38分 (pen.) · イスコ 66分 (pen.) |       | インモビーレ 10分 · ボリーニ 80分 |

| テディ・スタジアム、エルサレム 観客数: 29,300人 主審: マテイ・ユグ |

## 最終結果
| UEFA U-21欧州選手権2013優勝国 |
| ----------------------------- |
| · スペイン · 2大会連続4度目   |

## 表彰
本大会における優秀選手として、位下の23人が選出された。
| GK - フランチェスコ・バルディ - ダビド・デ・ヘア - エルヤン・ニーラン | DF - マルク・バルトラ - ルカ・カルディローラ - イニゴ・マルティネス - ブルーノ・マルティンス・インディ - マルティン・モントヤ - アルベルト・モレノ・ペレス - ステファン・ストランドベルグ | MF - アラン・ジャゴエフ - ルイス・ホルトビー - アシエル・イジャラメンディ - イスコ - コケ - アダム・マヘル - ティアゴ・アルカンタラ - マルコ・ヴェッラッティ | FW - ファビオ・ボリーニ - ルーク・デ・ヨング - アルバロ・モラタ - ロドリゴ・モレノ・マチャド - ジョルジニオ・ワイナルドゥム |